# Sziblom (król Jeredytów)

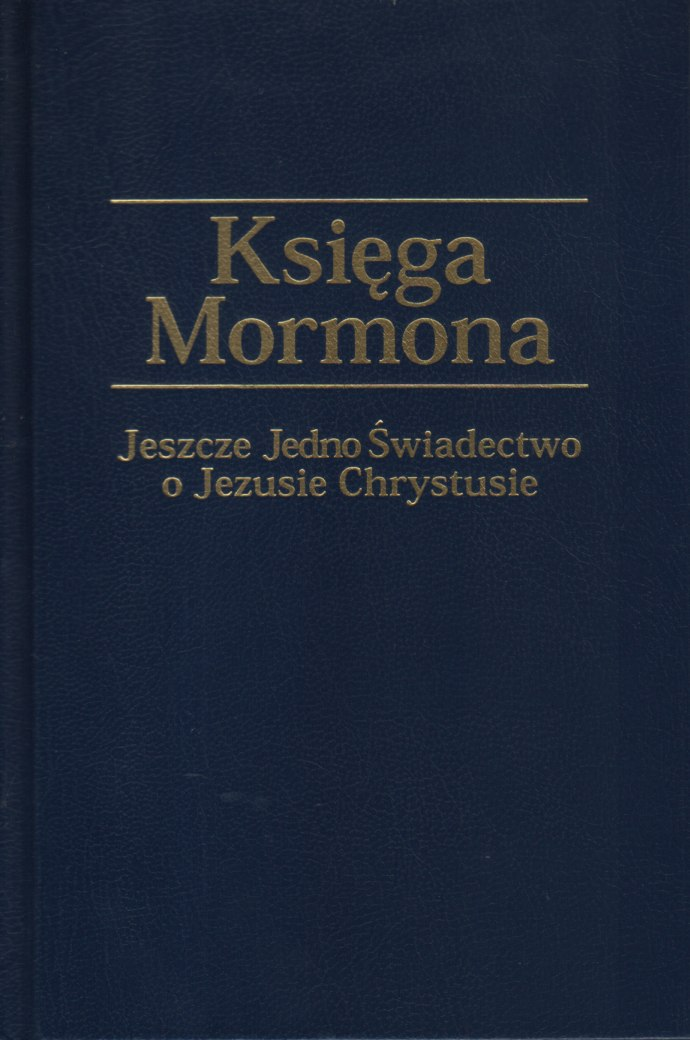
Księga Mormona, jedno z mormońskich pism świętych i jednocześnie źródło przekazu o Sziblomie

Sziblom (deseret 𐐟𐐆𐐒𐐢𐐊𐐣) – w wierzeniach ruchu świętych w dniach ostatnich (mormonów) jeredycki król, syn Koma. Informacje na jego temat zawiera będąca częścią mormońskiej świętej księgi Księga Etera. Jego panowanie przynależy do późnego okresu jeredyckiej historii. Miało być burzliwe, naznaczone wojną domową, zarazami oraz działalnością tajnych sprzysiężeń. Sziblom został ostatecznie zabity. Jest obiektem spekulacji mormońskich teologów, wykorzystywany bywa też przez apologetów tej tradycji religijnej. Imię Sziblom występuje wśród wyznających mormonizm Maorysów.

## Wymowa i pisownia imienia
Wymowa tego imienia wzbudzała pewne zainteresowanie mormońskich badaczy. Zostało ono zresztą ujęte w przewodniku po wymowie, dołączanym do każdego egzemplarza anglojęzycznej wersji Księgi Mormona od 1981. Źródła wskazują generalnie niemniej na znaczną różnicę między wymową preferowaną i powszechną współcześnie, a tą z wczesnego okresu kolonizacji terytorium Utah, jeżeli chodzi o wiele nazw i imion z Księgi Mormona. Nie ma takiej różnicy wszelako w przypadku Szibloma. Pierwotna wymowa, zwłaszcza ta stosowana przez Josepha Smitha, ma pewne znaczenie w badaniach nazw własnych występujących w Księdze Mormona, choć, na gruncie mormońskiej teologii, nie jest w nich czynnikiem decydującym. Do ustalenia wymowy używanej przez Smitha wykorzystuje się między innymi wydanie Księgi Mormona w alfabecie deseret z 1869.
Istnieją wszelako relacje ludzi posługujących w procesie nazywanym przez świętych w dniach ostatnich tłumaczeniem Księgi Mormona, które rzucają światło na to, jak Smith pierwotnie radził sobie z nieznanymi słowami. Hugh Nibley, powołując się na relacje skrybów Smitha, stwierdził, że „nigdy nie wymawiał on takich słów, zawsze poprzestając na ich przeliterowaniu”. Ściśle na gruncie mormońskiej teologii nie próbuje się dociekać pierwotnej, jeredyckiej wymowy tegoż słowa, podobnie jak nie prowadzi się takowych rozważań wobec słów i nazw nefickich.
Również na gruncie mormońskiej teologii zauważa się inherentną problematyczność wymowy nazw i imion przynależnych do tej mormońskiej świętej księgi. Ma to wynikać z tego, że żadne z nich nie zostało przekazane Josephowi Smithowi ustnie, z wyjątkiem może imienia Moroniego, który wszak przedstawił się Smithowi w wizji. Z doktrynalnego punktu widzenia sposób, w jaki bohaterowie Księgi Mormona wypowiadali te słowa, pozostał nieznany pierwszemu mormońskiemu przywódcy.
Pisownia tego imienia była przyczynkiem do dyskusji, budzi też pewne kontrowersje. W pierwszej jego wzmiance na kartach Księgi Etera, w jej części genealogicznej, można się zetknąć z formą „Sziblon”. Później wszakże występuje już jedynie zapis „Sziblom”. Na gruncie mormońskiej teologii zastanawiano się, czy jest wynik starożytnej pomyłki typograficznej, dokonanej przez skrybę piszącego na płytach, czy też może mowa tutaj zwyczajnie o jednym z dopuszczalnych wariantów tego jeredyckiego słowa. Kwestii tej nie da się obecnie rozstrzygnąć w ramach mormońskiej doktryny.
Wspomniane dyskusje spowodowały pewne niekonsekwencje w kolejnych wydaniach Księgi Mormona. Manuskrypt oddany w ręce drukarza odpowiedzialnego za pierwsze wydanie (1830) miał formę „Sziblon” zarówno w wersie jedenastym jak i dwunastym pierwszego rozdziału Księgi Etera. Tak też zachowano ją we wszystkich wydaniach w okresie 1830-1879 oraz 1902-1981. Wyjątkiem pozostaje tutaj wydanie z 1888. Royal J. Skousen dla wersetu dwunastego preferuje wszakże formę „Sziblon”.

## W Księdze Mormona
Informacje na temat Szibloma zawiera, podobnie jak w przypadku innych Jeredytów, Księga Etera. Jego panowanie przynależy do późnego okresu jeredyckiej historii. Zgodnie z przechowaną na kartach Księgi Mormona genealogią był synem Koma oraz ojcem Seta. Niektórzy komentatorzy spekulowali, że jego bratem mógł być Sziblon. Nie powinien być jednocześnie mylony z nefickim wojskowym o tym samym imieniu.
Rządy Szibloma były bardzo burzliwe. Wystąpił przeciwko niemu jego brat, wszczynając krwawą wojnę domową. Zauważono, że dzieła zniszczenia w tym okresie dopełniły zarazy oraz działalność tajnych sprzysiężeń podobnych do znanych z nefickiej historii złoczyńców Gadiantona. Ostatecznie Sziblom został zabity, jego syna natomiast wzięto do niewoli. Zauważono na gruncie mormońskiej teologii, że Moroni nie przekazał jakichkolwiek danych dotyczących charakteru czy osobowości tego władcy.

## W mormońskiej teologii oraz w badaniach nad Księgą Mormona
Istnienie Szibloma nie znalazło potwierdzenia w źródłach zewnętrznych. Językoznawcy związani z Kościołem Jezusa Chrystusa Świętych w Dniach Ostatnich rozważali etymologię imienia tego władcy, wskazując, bez definitywnego wszakże rozstrzygania kwestii, na jego semickie źródła. W ściśle teologicznym sensie można z kolei zauważyć, że badania nad etymologią jeredyckich nazw własnych pozostają w sferze spekulacji. Osiąga się w tym zakresie niemniej pewne rezultaty, zwłaszcza jeżeli przyjmie się, iż niektóre zostały przetłumaczone na język używany przez Nefitów.
Już starszy George Reynolds w swym opublikowanym w 1891  A Dictionary of the Book of Mormon, Comprising Its Biographical, Geographical and Other Proper Names zauważył podobieństwo między imieniem Sziblom a jedną z jednostek nefickiego systemu monetarnego, mianowicie sziblumem. Podobną uwagę, o szerszym zakresie tematycznym, poczynił w 1952 Hugh Nibley w swojej pracy Lehi in the Desert and the World of the Jaredites. Przewijało się również w badaniach przy okazji wspominków o jeredyckich wpływach widocznych w nefickiej kulturze czy też w analizach ponownego użytkowania imion jeredyckich pośród Nefitów i Lamanitów.
Imię tego jeredyckiego monarchy pojawiało się w krytycznych analizach mormońskiego świętego tekstu, w tym w psychologicznych analizach pierwszego mormońskiego przywódcy, Josepha Smitha. Jednocześnie przewijało się w badaniach nieortodoksyjnych praktyk nazewniczych obecnych na kartach Księgi Mormona i wykorzystywane w ten sposób było w dowodzeniu autentyczności mormońskiej świętej księgi.

## W mormońskiej kulturze
Niezależnie od spekulacji etymologicznych i teologicznych Sziblom znalazł miejsce w mormońskiej kulturze. Pojawia się choćby w publikowanych przez Kościół materiałach o charakterze rozrywkowym i edukacyjnym, między innymi w magazynie Friend z maja 1987. Imię Sziblom (w zapisie Hipiroma) występuje wśród wyznających mormonizm Maorysów.